# Недамово
Недамово (пол. Niedamowo) — село в Польщі, у гміні Косьцежина Косьцерського повіту Поморського воєводства.
Населення — 437 осіб (2011).
У 1975-1998 роках село належало до Гданського воєводства.

## Демографія
Демографічна структура станом на 31 березня 2011 року:
|          | Загалом | Допрацездатний вік | Працездатний вік | Постпрацездатний вік |
| -------- | ------- | ------------------ | ---------------- | -------------------- |
| Чоловіки | 219     | 60                 | 143              | 16                   |
| Жінки    | 218     | 56                 | 131              | 31                   |
| Разом    | 437     | 116                | 274              | 47                   |